# Giuse Dương Vĩnh Cường
Giuse Dương Vĩnh Cường (tiếng Trung: 楊永強, Joseph Yang Yong-qiang; sinh 1970) là một giám mục người Trung Quốc của Giáo hội Công giáo Rôma. Ông hiện đảm nhận chức vụ Giám mục Giáo phận Hàng Châu, theo thông tin từ Tòa Thánh Vatican. Tuy Hàng Châu, theo cơ cấu Giáo hội là Tổng giáo phận, Tòa Thánh bổ nhiệm "Giám mục chính tòa" cho Hàng Châu, được ghi nhận vào hàng "giáo phận". Trước đó, ông từng đảm nhận vai trò Giám mục Chánh tòa Giáo phận Chu Thôn.

## Tiểu sử
Giám mục Dương sinh ngày 11 tháng 4 năm 1970 tại Sơn Đông, Trung Quốc. Sau thời gian tu tập, tháng 6 năm 1995, ông được phong chức linh mục. Cuối năm 2009, ông được Hội Công giáo Yêu nước Trung Quốc đề cử vào chức vụ Giám mục phó Giáo phận Chu Thôn. Tòa Thánh sau đó cũng quyết định bổ nhiệm linh mục Giuse Dương Vĩnh Cường vào chức vụ này. Lễ tấn phong giám mục của ông được tổ chức ngày 15 tháng 11 năm 2010. Ông chọn cho mình khẩu hiệu giám mục là Filius hominis non venit ministrari sed ministrare (Con người đến không phải để được phục vụ, nhưng để phục vụ).
Ngày 8 tháng 2 năm 2013, giám mục chính tòa Giuse Mã Học Thánh qua đời, ông chính thức lên kế nhiệm từ đây. Ông đã tham dự phiên họp đầu tiên của Thượng Hội đồng Giám mục tại Rôma, và là một trong hai Giám mục từ Trung Quốc tham dự phiên họp này. Ngày 12 tháng 6 năm 2024, Tòa Thánh quyết định thuyên chuyển Giám mục Dương làm Giám mục Hàng Châu, và tin này công bố vào ngày 22 tháng 6 cùng năm.